# Horná Lehota (okres Brezno)
Horná Lehota je slovenská v okrese Brezno. V obci je římskokatolický kostel sv. Michala Archanděla ze 16. stol. a kaple Nejsvětější Trojice.

## Rodáci
- Samo Chalupka (1812–1883), spisovatel, básník a evangelický kněz
- Ivan Bortel (1943–1970), československý horolezec, účastník Československé expedice Peru 1970

## Části obce
- Bruchačka
- Krpáčovo
- Tále